# Сектантство
Секта́нтство (греч. σεχταρισμός «учение, направление, школа»), религио́зное секта́нтство — совокупность религиозных организаций и групп, отличающихся определённой враждебностью к инакомыслящим, склонностью к фанатизму и догматизму, которые на почве антицерковного или социального протеста обособились от каких-либо мировых религий и господствующих церквей, и настроены по отношению к ним враждебно или оппозиционно.
Для сектантства свойственен индивидуализм, который с одной стороны сочетается с отдельными положениями мистического пантеизма, а с другой стороны — рационализма.
К сектантству относятся религиозные течения с иной отличной от неизменного религиозного первоисточника трактовкой Библии, Корана, Торы и т. д. То, что в Средние века на церковном языке обозначалось как «ересь». В России сегодня это и различные варианты православного «обновленчества», «ваххабизм», «неопятидесятничество» и «неоязычество» мордовско-удмуртского типа и т. д.

## История

### Христианство
В христианстве под сектантством понимается принадлежность человека к секте, под которой понимается отделившаяся от вселенской Церкви замкнутая группа, где как ложное отрицается всё относящееся к жизни и вере во внешнем мире, имеет место жёсткое требование к членам признать правильность внутреннего вероучения, а также связанных с ним образом жизни и морали. Считается, что дух сектантства может быть и в исторически древних церквах, где несмотря на сохранение вероучения в безупречном виде, тем не менее отсутствует осуществление евангельского идеала.
Наиболее широкое развитие сектантства пришлось на Средние века, когда различные общественные движения выступали против господствующей церкви — Русской православной церкви в России и Римско-католической церкви в Западной Европе. Произошедшие в XVI—XVII веках в различных западноевропейских странах революции стали концом политического сектантства. В дальнейшем дробление стало происходить внутри протестантизма, откуда выделился баптизм, из которого в XVII веке в свою очередь возник ряд течений, а в первой трети XIX века появились адвентисты, от которых в конце XIX — начале XX века произошли свидетели Иеговы. В России XIV—XVI веков различные сектантские еретические движения обосновались в больших городах, но до произошедшего в XVII века раскола Русской церкви не имели широкой поддержки в народных массах, когда главными носителями сектантства вплоть до XVII века являлись крестьяне. В 1860-е годы сектантство приобрело религиозно-политическую окраску в лице христоверов (появились во второй половине XVII в. и уже во второй половине XVIII века породили скопцов в свою очередь разветвившихся уже в XIX на новоизраильтян, староизраильтян и постников, а также появившихся в 1860-х годы духоборов и молокан, которые впоследствии распались ещё на ряд течений. Под религиозной оболочкой сектантство выступало против существующего общественно-политического уклада, противопоставляя ему в политическом смысле создание на земле «Царства Божия» и равенство верующих в общинах (отдельные течения сектантства даже пытались создать такие производственные и производственно-бытовые коммуны), а в религиозном провозглашая этику добрых дел и отказ от традиционной церковной догматики и обрядности.

### Ислам
В исламе сектантство сложилось в виде социально-политических движений под воздействием культуры и традиций народов, а также географических и климатических условий в которых эти народы жили.

## Оценки
Архиепископ Сан-Францисский и Западно-Американский Иоанн (Шаховской) считал, что дух сектантства представляет собой «дух душевной (не духовной) ревности», где происходит «рационализация веры, блюдение чистоты веры и потеря глубины», но при этом в «ущерб любви».
В. И. Ленин в «Проекте программы нашей партии» высказал мнение, что известным является «факт роста в крестьянской среде сектантства и рационализма, — а выступление политического протеста под религиозной оболочкой есть явление, свойственное всем народам, на известной стадии их развития».